# Liptovský Trnovec
Liptovský Trnovec (bis 1927 slowakisch „Trnovec“; ungarisch Tarnóc) ist eine Gemeinde im Norden der Slowakei mit 633 Einwohnern (Stand 31. Dezember 2024), die zum Okres Liptovský Mikuláš, einem Teil des Žilinský kraj, gehört und zur traditionellen Landschaft Liptau gezählt wird.

## Geographie
Die Gemeinde befindet sich im mittleren Teil des Talkessels Liptovská kotlina (Teil der größeren Podtatranská kotlina), im Tal des Baches Petruška. Das Gemeindegebiet erstreckt sich ungefähr in Nord-Süd-Richtung und umfasst die Südwesthänge der Westtatra rund um das Tal Suchá dolina, die hügellandartige Landschaft unmittelbar nördlich des Ortes sowie einen Teil des Liptauer Stausees mitsamt der geschützten Halbinsel Ratkovie. Das Ortszentrum liegt auf einer Höhe von 570 m n.m. und ist siebeneinhalb Kilometer von Liptovský Mikuláš entfernt.
Zur Gemeinde gehört auch der etwa zwei Kilometer nördlich des Hauptortes gelegene Ort Beňušovce.
Nachbargemeinden sind Zuberec im Norden, Bobrovec, Pavlova Ves (Katastralgemeinde Babky) und Bobrovček im Nordosten, Liptovské Beharovce, Pavlova Ves (Hauptort) und erneut Bobrovec im Osten, Liptovský Mikuláš (Stadtteil Ráztoky) im Südosten, Galovany im Süden, Liptovská Sielnica (Katastralgemeinde Liptovská Mara und Hauptort) im Südwesten und Westen sowie Liptovské Matiašovce und Kvačany im Nordwesten.

## Geschichte
Der Ort wurde zum ersten Mal 1283 als Tornouch schriftlich erwähnt, existierte aber schon früher, mindestens ab dem 12. Jahrhundert. Das Gebiet war damals Teil der königlichen Güter und kam in der zweiten Hälfte des 13. Jahrhunderts zum Herrschaftsgebiet der Burg Liptau. 1429 erhielt Trnovec vom König Sigismund das Stadt- und Marktrecht mit Privilegien nach dem Muster der nahen Stadt Deutschliptsch (heute Partizánska Ľupča). Im 15. Jahrhundert erlangte die Stadt weitere Rechte, wie zum Beispiel Zollbefreiung im Jahr 1480. Ab der Hälfte des 16. Jahrhunderts kam Trnovec zum Herrschaftsgut der Burg Likava und entwickelte sich danach weiter als Minderstadt. 1625 gab es 30 Bauernhöfe und 61 ansässige Familien, 1828 zählte man 147 Häuser und 1094 Einwohner, die als Landwirte, aber auch als Brauer, Brenner, Flößer, Handwerker und Leinenweber beschäftigt waren.
Bis 1918 gehörte der im Komitat Liptau liegende Ort zum Königreich Ungarn und kam danach zur Tschechoslowakei beziehungsweise heute Slowakei. In der Zeit der ersten tschechoslowakischen Republik blieb Trnovec ein landwirtschaftlich geprägter Ort.

## Bevölkerung
| Jahr                | 1994 | 2004    | 2014    | 2024     |
| ------------------- | ---- | ------- | ------- | -------- |
| Anzahl der Personen | 545  | 541     | 555     | 633      |
| Unterschied         |      | −0,73 % | +2,58 % | +14,05 % |

| Jahr                | 2023 | 2024    |
| ------------------- | ---- | ------- |
| Anzahl der Personen | 616  | 633     |
| Unterschied         |      | +2,75 % |

Nach der Volkszählung 2011 wohnten in Liptovský Trnovec 562 Einwohner, davon 547 Slowaken, fünf Tschechen sowie jeweils ein Magyare und Ukrainer. Acht Einwohner machten keine Angabe zur Ethnie.
224 Einwohner bekannten sich zur Evangelischen Kirche A. B., 221 Einwohner zur römisch-katholischen Kirche, zwei Einwohner zur orthodoxen Kirche sowie jeweils ein Einwohner zur Pfingstbewegung und zur reformierten Kirche. 87 Einwohner waren konfessionslos und bei 26 Einwohnern wurde die Konfession nicht ermittelt.

## Bauwerke und Denkmäler

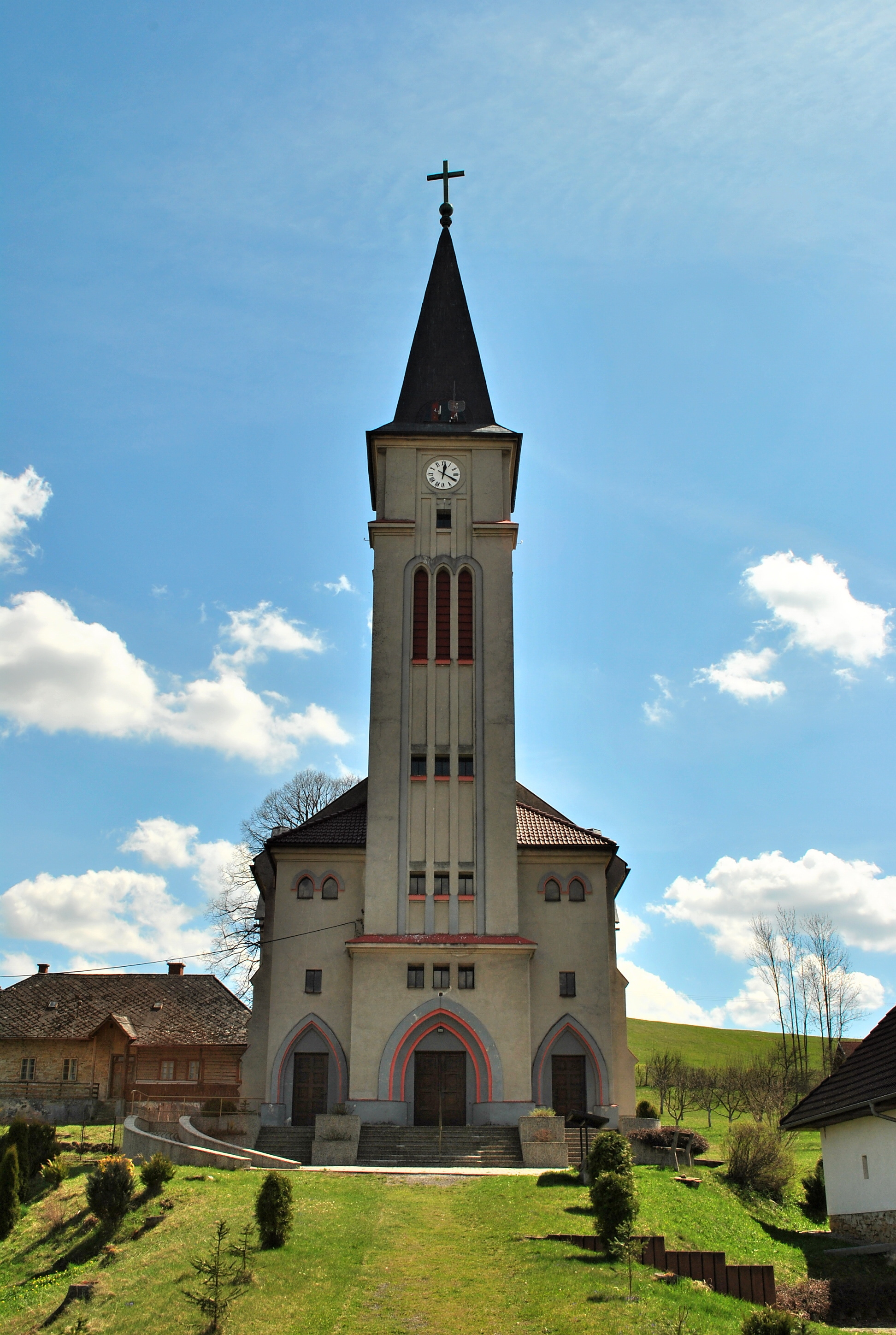
Evangelische Kirche

- römisch-katholische Heilig-Geist-Kirche im klassizistischen Stil aus dem Jahr 1820
- evangelische Kirche aus dem Jahr 1925, die eine Toleranzkirche aus dem Jahr 1784 ersetzte[5]
- Glockenturm aus der Hälfte des 19. Jahrhunderts

## Tourismus
Südlich von Liptovský Trnovec erstreckt sich das einzige Erholungsgebiet direkt am Ufer des Liptauer Stausees mit einem Campingplatz, Unterkünften, Strand sowie Anlegestelle für Bootsrundfahrt rund um den Stausee. Ungefähr zwei Kilometer Richtung Liptovský Mikuláš findet man den Aquapark Tatralandia.

## Verkehr
Durch Liptovský Trnovec passiert die Straße 2. Ordnung 584 zwischen Podbiel und Liptovský Mikuláš. Der nächste Bahnhof ist Liptovský Mikuláš an der Bahnstrecke Košice–Žilina in sechs Kilometer Entfernung.